# Jean de Heinzelin

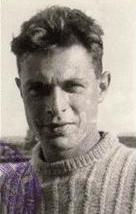
Jean de Heinzelin
(um 1940)

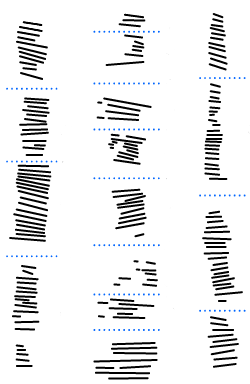
Einkerbungen

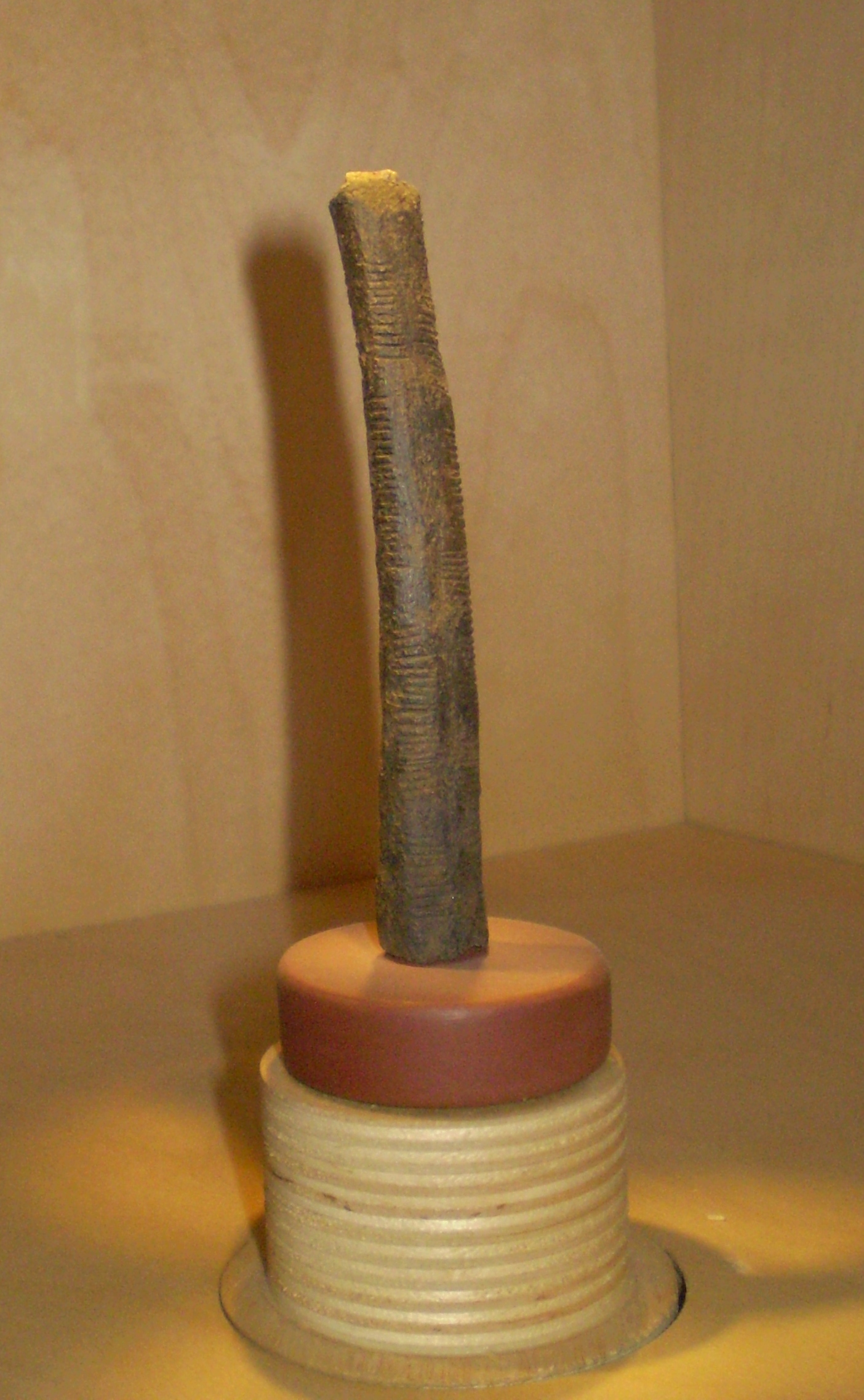
Ishango-Knochen

Jean de Heinzelin de Braucourt (* 6. August 1920 in Marchienne-au-Pont; † 4. November 1998) war ein belgischer Paläontologe, Geologe und Kunstsammler. International bekannt wurde er u. a. nach der Entdeckung des Ishango-Knochens im Jahr 1950 in der heutigen Demokratischen Republik Kongo. Die Anordnung der Kerben auf diesem Objekt aus dem Jungpaläolithikum wurde mit den Anfängen des Zählens und Rechnens in Verbindung gebracht.

## Ausbildung und Forschungsthemen
Jean de Heinzelin besuchte von 1931 bis 1937 das Königliche Athenäum in Ukkel (Koninklijk Atheneum Ukkel). Danach studierte er an der Université libre de Bruxelles (ULB) und erwarb 1941 den Bachelor-Abschluss im Fach Chemie mit den Nebenfächern Mikrobiologie und Biochemie. 1946 erwarb er an der ULB zudem den Master-Grad und 1953 den Doktorgrad im Fach Geologie. Zuletzt folgten ein weiteres Studium und 1955 ein Abschluss im Fach Archäologie (Diplôme d’État) an der Sorbonne in Paris. Zuvor hatte er bereits von 1944 bis 1951 in Brüssel am Königlich-Belgischen Institut für Naturwissenschaften gearbeitet, zunächst als Wissenschaftlicher Mitarbeiter und zuletzt als stellvertretender Laborleiter und war danach nahezu jährlich mehrere Monate als Expeditionsleiter in Afrika aktiv. Dabei befasste er sich hauptsächlich mit Ausgrabungen in prähistorischen Stätten und mit der stratigraphischen Kartierung des Neogens und des Quartärs in der damaligen Kolonie Belgisch-Kongo und in Uganda.
Nachdem Victor Van Straelen 1959 in Gent in den Ruhestand gegangen war, wurde Jean de Heinzelin von der Universität Gent auf einen neu eingerichteten Lehrstuhl für Paläontologie berufen, den er bis zu seiner Emeritierung 1985 innehatte. Zu seiner Berufung trug insbesondere bei, dass er seit 1947/48 zahlreiche Expeditionen in die Kolonie Belgisch Kongo unternommen – sowie 1950 den Ishango-Knochen entdeckt – hatte und die Universität Gent ihre Forschungsvorhaben in der Region ausbauen wollte. Letztlich scheiterten diese Pläne jedoch infolge der sogenannten Kongo-Krise ab 1960. In den 1960er-Jahren forschte Heinzelin stattdessen u. a. im Süden von Ägypten und im Wadi Halfa im Sudan (1962 bis 1966), in Syrien und im Libanon (1964/65), im Norden von Kenia (1967 bis 1971), in Libyen (1968, 1977 bis 1982) und in Tunesien (1986).
Als seine ertragreichsten Feldstudien gelten seine Aufenthalte zwischen 1967 und 1974 im Gebiet des Mittleren Awash in Äthiopien. Im Team der Omo Research Expedition und danach zwischen 1990 und 1998 im Rahmen des Middle Awash Research Project als Stratigraph des Teams der University of Berkeley erstellte er detaillierte stratigraphische und geologische Karten insbesondere der Omo-Shungura Formation im Omo-Tal. Dies ermöglichte den Paläoanthropologen, gezielt nach Aufschlüssen dieser bis zu vier Millionen Jahre alten Sedimentschicht zu suchen, in der auch Steinwerkzeuge und zahlreiche hominine Fossilien erhalten geblieben sind.

## Dedikationsnamen
Ihm zu Ehren wurden diverse Fossilien mit Dedikationsnamen benannt:
- eine Pflanze aus dem mittleren Devon Belgiens – Runcaria heinzelinii
- ein Nashorn aus der Familie Brachypotherium – Brachypotherium heinzelini
- diverse Fische – Glueckmanotodus heinzelini, Hypotodus heinzelini, Jaekelotodus heinzelini, Raja heinzelini und Echiodon heinzelini
- zwei Muschelkrebse – Cyamocytheridea heinzelini und Haplocytheridea heinzelini
- mehrere Muscheln und Schnecken – Cardium heinzelini, Neothauma heinzelini und Venericardia heinzelini

## Belege
1. 1 2   de Heinzelin de Braucourt, Jean (1920–1998). Biografie auf dem Webserver der Universität Gent.
2. 1 2   Eintrag Heinzelin, Jean de in: Bernard Wood (Hrsg.): Wiley-Blackwell Encyclopedia of Human Evolution. 2 Bände. Wiley-Blackwell, Chichester u. a. 2011, ISBN 978-1-4051-5510-6.
3. ↑   Gen Suwa, Tim White und Francis Clark Howell: Mandibular postcanine dentition from the Shungura Formation, Ethiopia: crown morphology, taxonomic allocations, and Plio-Pleistocene hominid evolution. In: American Journal of Physical Anthropology. Band 101, Nr. 2, 1996, S. 247–282, doi:10.1002/(SICI)1096-8644(199610)101:2<247::AID-AJPA9>3.0.CO;2-Z.
4. ↑  Harry V. Merrick, Jean de Heinzelin, Paul Haesaerts und Francis Clark Howell: Archaeological Occurrences of Early Pleistocene Age from the Shungura Formation, Lower Omo Valley, Ethiopia. In: Nature. Band 242, 1973, S. 572–575, doi:10.1038/242572a0.

| Personendaten    | Personendaten                                        |
| ---------------- | ---------------------------------------------------- |
| NAME             | De Heinzelin, Jean                                   |
| ALTERNATIVNAMEN  | De Heinzelin de Braucourt, Jean (vollständiger Name) |
| KURZBESCHREIBUNG | belgischer Paläontologe, Geologe und Kunstsammler    |
| GEBURTSDATUM     | 6. August 1920                                       |
| GEBURTSORT       | Marchienne-au-Pont                                   |
| STERBEDATUM      | 4. November 1998                                     |